# Jad Natan
Jad Natan (hebr.: יד נתן) – moszaw położony w samorządzie regionu Lachisz, w Dystrykcie Południowym, w Izraelu.
Leży na pograniczu północno-zachodniej części pustyni Negew i Szefeli, w pobliżu miasta Kirjat Gat.

## Historia
Pierwotnie w miejscu tym znajdowały się ziemie należące do arabskiej wioski Irak Suwajdan. Podczas wojny o niepodległość w dniu 15 maja 1948 brytyjskie władze mandatowe przekazały lokalny fort policji pod kontrolę miejscowej ludności arabskiej. Izraelczycy przeprowadzili osiem nieudanych szturmów na ten fort, który kontrolował strategiczne drogi w północno-zachodniej części pustyni Negew. Fort był ostrzeliwany przez artylerię i bombardowany z powietrza. Upadł dopiero 9 listopada. W trakcie walk wioska została doszczętnie zniszczona. Mieszkańcy uciekli, a pozostałych wypędzono.
Współczesny moszaw został założony w 1953 przez imigrantów z Węgier. Został nazwany na cześć Otto (Natan w hebr.) Komoly, lidera ruchu syjonistycznego na Węgrzech, który został zamordowany w 1945.

## Gospodarka
Gospodarka moszawu opiera się na intensywnym rolnictwie.

## Komunikacja
Przy moszawie przebiega droga ekspresowa nr 35  (Aszkelon–Hebron).